# Hyperiidae
Famille
Les Hyperiidae constituent une famille de crustacés amphipodes.

## Liste des genres
Selon World Register of Marine Species (13 avril 2016) et ITIS (13 avril 2016) :
- genre Hyperia Latreille, 1823
- genre Hyperiella Bovallius, 1887
- genre Hyperoche Bovallius, 1887
- genre Laxohyperia M. Vinogradov & Volkov, 1982
- genre Pegohyperia K. H. Barnard, 1931
- genre Prohyperia Zeidler, 2015
- genre Themisto Guérin, 1825

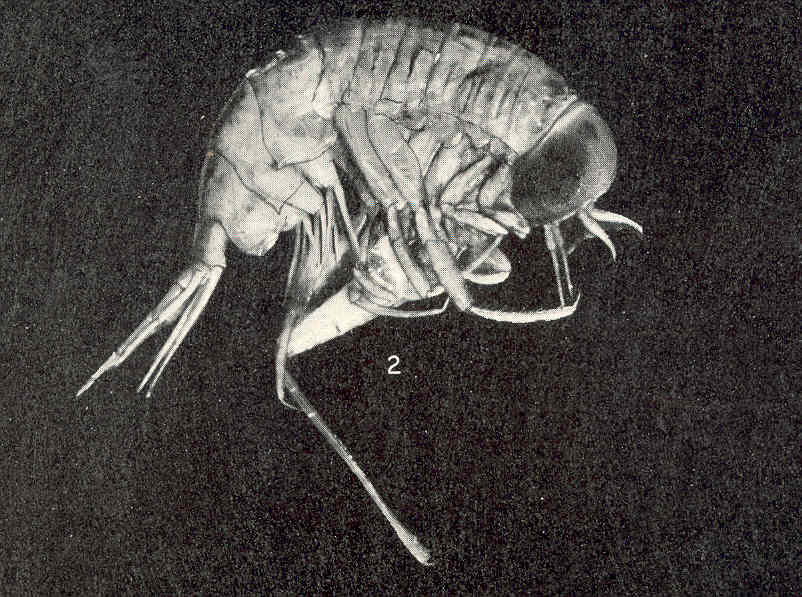
Euthemisto bispinosa
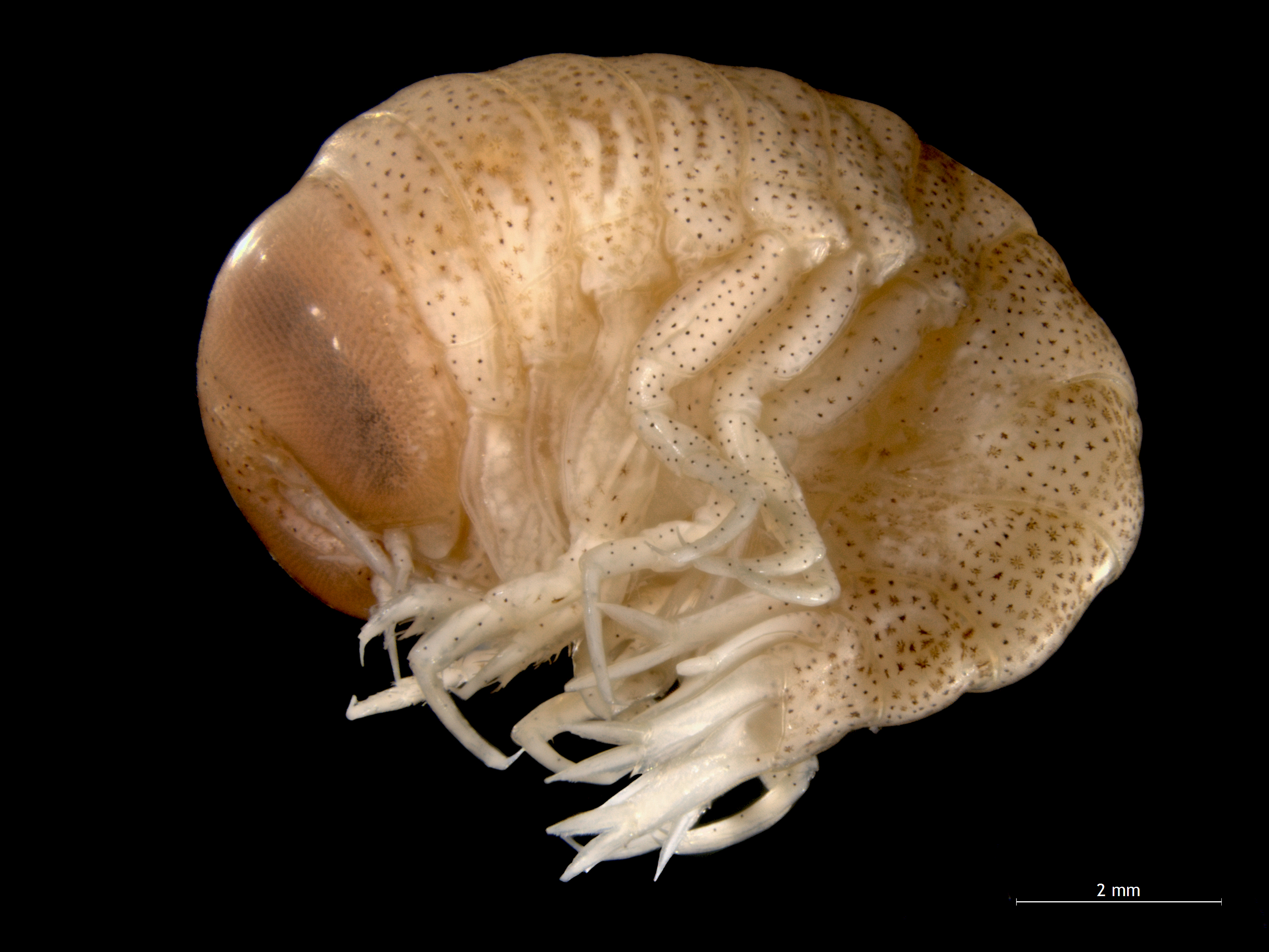
Hyperia galba
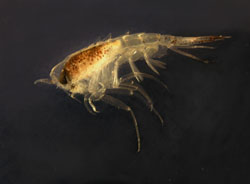
Themisto gaudichaudii